# Sunstroke Project
Санстроук Пројект (енгл. SunStroke Project) је молдавска група из Кишињева. Представљали су Молдавију на Песми Евровизије 2010. са песмом Run Away, где су у финалу заузели 22. место. Поново су представљали Молдавију на Песми Евровизије 2017. са песмом Hey, Mamma!, освојивши 3. место, са освојена 374 поена.

## Историја
Група је основана 2008, у Тираспољу, Придњестровље. Тадашњи састав чинили су Антон Рагоза и Сергеј Стјепанов, а у то време су служили војску. Назив бенда настао је из крајње необичне ситуације- док су радили у пољу, Антон је добио топлотни удар. Тако је настао и назив бенда, Санстроук Пројект (Пројекат Сунчаница).
Од 2008. до 2009, вокал групе био је Павел Парфени, а исте године наступили су на националној селекцији за представника Молдавије на Песми Евровизије 2009, где су заузели треће место са песмом No Crime. Након што је Павел напустио групу, на месту вокала га замењује Сергеј Јаловицки.
Године 2010, представљали су Молдавију на Песми Евровизије 2010 са песмом Run Away зајендо са певачицом Ољом Тиром. У финалу су заузели 22. место, од укупно 39 земаља које су учествовале на такмичењу. Две године касније, покушали су да представљају Молдавију поново, овога пута са песмом Superman, али нису стекли шансу да наступе уживо.
Године 2013, објављују песму на румунском језику, Ce Bine Imi Pare, а касније снимају и музички спот. Исте године снимају спот за песму Amor, која је доступна на шпанском и на енглеском језику.
Године 2015, поново су учествовали на националној селекцији за представника Молдавије на Песми Евровизије 2015. са песмом Day After Day, где у финалу заузимају 3. место.
2017, објављено је да ће група представљати Молдавију на Песми Евровизије у Кијеву, са електро-хаус синглом Hey, Mamma!.

## Чланови
Антон Рагоза је виолиниста и музички композитор групе. Претходно је био диригент у Кишињевском оркестру. Добитник је бројних престижних награда у области класичне музике. Током каријере, био је члан многих бендова електронског жанра. Као своје музичке узоре наводи Мајкла Џексона и Џастина Тимберлејка.
Сергеј Стјепанов је саксофониста. Рођен је у Тираспољу, Придњестровље. Тренутно живи у Кишињеву. Иако позната личност, нема званичан профил на Фејсбуку нити на Твитеру. Већину сличних профила направили су његови фанови. Његов музички укус сличан је музици какву праве саксофонисти Дејвид Санборн, Ерик Марјентал и модерни ди-џејеви као што су Давид Гета, Давид Вендета и Тијесто. Воли џез, али и поред њега, експериментише са попом и R&B-ијем. Као музичког узора наводи руског саксофонисту Игора Бутмана.
Сергеј Јаловитски је вокал бенда. Пре тога је певао на крузерима. Добитник је бројних награда у Молдавији и Румунији.

## Интернет феномен
Део у којем Сергеј Стјепанов свира саксофон у песми Run Away са којом је група представљала Молдавију на Песми Евровизије 2010, постао је интернет хит, а снимљена је и десеточасовна верзија, под називом Epic Sax Guy, која је на Јутјубу прегледана више од 25 милиона пута (4- минутна је прегледана преко 30 милиона пута).

## Састав групе
- Антон Рагоза- виолина, композитор
- Сергеј Стјепанов- саксофон
- Сергеј Јаловицкиј- вокал

## Дискографија
- Run Away
- Summer
- No Crime
- Sax You Up
- In Your Eyes
- Walking in the Rain
- Rain
- Superman
- Scream
- Summer
- Epic Sax
- Believe
- Listen
- Set My Soul On
- Party
- Go On
- Ce Bine Imi Pare
- Разорву мечты
- Sunshine
- Day After Day
- Not Giving It Up
- Home
- Мария Хуана
- Hey, Mamma!